# ネオクリティケア製薬
ネオクリティケア製薬株式会社（ネオクリティケアせいやく、英: neo CritiCare Phama Co., Ltd. ）は、神奈川県厚木市に本社を置く製薬会社である。
1941年に創業者小林清秀が有理医薬研究所を創立し、その後、法人成りし小林製薬株式会社（現存する大阪市中央区道修町に本社がある東証プライム上場の小林製薬とは無関係）→小林製薬工業株式会社→アイロム製薬株式会社→共和クリティケア株式会社と社名が変遷した。
2019年10月に、旧親会社である共和薬品工業から、現親会社であるneo ALA株式会社へ株式譲渡され、その後 2022年10月にネオクリティケア製薬株式会社と社名が改称された。現在はアラブ首長国連邦国籍のネオファーマグループに所属している。

## 概要
本社、工場は神奈川県厚木市にあり、主要都市に営業展開している。
輸液をはじめ注射剤を主力とする医療用医薬品の製造・販売、医療用医薬品の受託製造を主軸としている。特に輸液関係に強い。通気針無しでも点滴可能なプラスチックボトル（ピーボット）を業界で初めて開発、次いで、小容量輸液（50 - 300mL）のプラスチック・ソフトバッグ化も実現している。
2005年の薬事法の改正で医薬品の全面受託が解禁となってからは積極的に受託ビジネスを展開している。

## 沿革
※一部を除き、ネオクリティケア製薬HP沿革より抜粋
- 1941年 - 創業者小林清秀が有理医薬研究所を創立[4]

- 1947年 - 法人化し、小林製薬株式会社設立
- 1961年
  - 3月 - 工場を現本社所在地の神奈川県厚木市に移転
  - 5月 - 社名を小林製薬工業株式会社に改称
- 1970年 - 第二工場を新設
- 1975年 - 配送センターを設立
- 1980年 - 第三工場を新設
- 1986年 - 業界で初めて、通気針無しでも点滴が可能なプラスチックボトル「ピーボット」を開発し、販売を開始する
- 1988年 - アンプル製剤工場を新設
- 1996年 - ソフトバッグ製品の販売を開始
- 1997年 - キット製品の販売を開始
- 1999年 - 新薬の心筋保護液「ミオテクター」を上市（販売：持田製薬）
- 2001年 - アンプル製剤工場を増築
- 2005年 - 薬事法改正に伴い、全面委受託製造を開始
- 2006年 - SMO事業大手である株式会社アイロムの子会社となる。同時に社名をアイロム製薬株式会社に改称。その他株主には日清オイリオグループなどが資本参加
- 2010年 - バイエル薬品よりMRI用肝臓造影剤「リゾビスト」（発売：日本シエーリング）の製造販売承認を承継
- 2011年 - 共和薬品工業株式会社の完全子会社となる
- 2015年
  - 4月1日 - 社名を共和クリティケア株式会社に改称[3]
- 2016年 - HPC（High Potency Compounds）棟を新設
- 2017年
  - 1月 - ソフトバッグ製剤ラインを新設
  - 11月 - アンプル製剤工場を改修
- 2019年
  - 10月1日 - ネオファーマ傘下のneo ALA株式会社が、共和薬品工業より当社発行済株式の100％を取得。neo ALA株式会社の完全子会社となると共にネオファーマグループ入り[5]
- 2021年
  - 10月1日 - 当社が販売する「ミオテクター冠血管注」、「グルアセト35注」、「クリニザルツ輸液」、「ハルトマン-G3号輸液」、「ハルトマンD液『小林』」について、販売を扶桑薬品工業に移管[6]
- 2022年
  - 10月1日 - ネオクリティケア製薬株式会社と社名を改称